# Vicia fauriei
Vicia fauriei är en ärtväxtart som beskrevs av Adrien René Franchet. Vicia fauriei ingår i släktet vickrar, och familjen ärtväxter. Inga underarter finns listade i Catalogue of Life.